# 願西尼
願西尼（がんさいに、- 寛弘年間（1004年 - 1012年））は、平安時代中期の天台宗の尼僧。父は卜部正親。母は清原氏。源信・願証尼の姉。一説によれば妹の願証尼と同一人物とされる。
出家後はひたすら法華経を読んで、念仏を唱え、戒律を守り、布施されたものは貧しい者たちえ分け与え自らは清貧に甘んじたという。寛弘年間（1004年 - 1012年）になくなったという。その信心ぶりは当時著名であったようである。